# Кизилтепе
Кизилтепе (тур. Kızıltepe) је град у Турској у вилајету Мардин. Према процени из 2009. у граду је живело 123.762 становника.

## Становништво
Према процени, у граду је 2009. живело 123.762 становника.
| 1990.  | 2000.   |
| ------ | ------- |
| 60.134 | 113.143 |